# Brats
Brats is een korte film van Laurel en Hardy uit 1930. De film werd geregisseerd door James Parrott. Laurel en Hardy hebben beide een dubbelrol in de film.

## Verhaal
De vrouwen van Laurel en Hardy gaan een avondje weg, waardoor Laurel en Hardy zelf op hun twee zonen moeten passen. Ze hopen de avond rustig door te kunnen brengen met dammen en snooker, terwijl hun kinderen in bed liggen.
De jochies halen echter veel kattenkwaad uit, en halen het bloed onder hun vaders nagels vandaan. Ook maken ze elkaar het leven zuur en proberen zo lang mogelijk op te blijven. Uiteindelijk gaan ze toch slapen en Oliver zingt "Go to sleep my baby". Dat werkt totdat Stan een regel meezingt en de jochies wakker schrikken. Als ze een glaasje water krijgen, gaan ze slapen. Stan wil dit halen maar Oliver houdt hem tegen: "You might spill it". Helaas: de ondeugden hebben de kraan van de badkuip open laten staan en de badkamer staat blank. Zodra Oliver de badkamerdeur opentrekt worden ze onder een vloedgolf bedolven.

## Rolverdeling
| Acteur       | Personage              |
| ------------ | ---------------------- |
| Stan Laurel  | Stan Sr. / Stanley Jr. |
| Oliver Hardy | Ollie Sr. / Oliver Jr. |

## Achtergrond
Laurel en Hardy spelen in de film zowel zichzelf als hun twee zoons op wie ze moeten passen. Om hen er voor hun rol als kinderen kleiner uit te laten zien, werden deze scènes opgenomen op een set met extra groot meubilair. Er zijn geen optische trucs zoals forced perspective uitgehaald.
Brats was een van de vier korte Laurel en Hardy-geluidsfilms die in 1937 opnieuw werd uitgebracht met een nieuw geluidsspoor door Leroy Shield. De andere waren Blotto, County Hospital en Perfect Day.